# Alter (Mondkrater)
Alter ist ein kleiner Einschlagkrater auf der Nordhemisphäre der Mondrückseite. Er liegt südwestlich des größeren Robertson-Kraters und östlich des Ohm-Kraters.
Der äußere Kraterrand ist erodiert, hauptsächlich an den nördlichen und südlichen Ausläufern. Ein kleiner Krater liegt auf dem südsüdöstlichen Rand. Eine Spalte läuft vom Südrand Richtung Nord-nordost über die innere Fläche.
| Buchstabe | Position            | Durchmesser | Link |
| --------- | ------------------- | ----------- | ---- |
| K         | 16,22° N, 106,23° W | 22 km       |      |
| W         | 20,35° N, 109,49° W | 51 km       |      |